# جاكرتا
جَاكرْتَا (بالإندونيسية: Jakarta)‏، هي عاصمة إندونيسيا وتقع على الساحل الشمالي الغربي لجزيرة جاوة وهي أهم مدنها وأكثرها اكتظاظا بالسكان، حيث يبلغ عدد سكانها 11,350,328 نسمة في 2023، وهي المدينة الأكثر اكتظاظا بالسكان في أندونيسيا وجنوب شرق آسيا. وتبلغ مساحتها 661 كيلومترا مربعا (255 ميل مربع). تأسست في القرن الرابع، وأصبحت المدينة ميناء تجاري مهم لمملكة سوندا، وكانت تعرف وقتها باسم «سوندا كيلابا» (فيما قبل 1527) و«جاياكارتا» (1527-1619) وكانت العاصمة الفعلية للهند الشرقية الهولندية وعرفت وقتها باسم «باتافيا» (1619-1942) وحدثت فيها مجزرة شهيرة قام بها الاحتلال الهولندي ضد الصينيين المقيمين بها في 1740 وهذه المجزرة تُسمى مجزرة باتافيا 1740.
نظام الحكم فيها جمهوري وتعتبر منطقة إدارية خاصة بذاتها (Daerah Khusus). وهي مدخل اندونيسيا الرئيسي، أما منطقة العاصمة الرسمية، والمعروفة باسم (Jabodetabek) (اسم تشكل من خلال الجمع بين المقاطع الأولية من جاكرتا، وبوجور، وديبوك، وتانجيرانج وبيكاسي). ومنطقة العاصمة الكبرى مبنية غير رسميا تغطي ضواحي بوجور، تانجيرانج، بيكاسي، كراوانغ، سيرانج، بورواكارتا، سوكابومي وسوبانج (123 مقاطعة)، بما في ذلك بلديات تانجيرانج، بيكاسي، تانجيرانج سيلاتان، ديبوك، سيرانج وسيليجون، التي في المجموع تساوي 30,214,303 نسمة كما في تعداد 2010.
جاكرتا هي المركز الاقتصادي والثقافي والسياسي في البلاد والمدينة حاليا بها مقر الأمانة العامة لرابطة دول جنوب شرق آسيا، وكذلك المؤسسات المالية المهمة مثل بنك إندونيسيا، وإندونيسيا للأوراق المالية، والمقرات الرئيسية للعديد من الشركات الأندونيسية والشركات المتعددة الجنسيات والفرص التجارية في جاكرتا، لقدرتها على تقديم مستوى أعلى من المعيشة، وجذب المهاجرين من جميع أنحاء إندونيسيا، مما يجعل المدينة بوتقة تنصهر فيها العديد من المجتمعات والثقافات.

## تاريخ جاكرتا

### فترة ما قبل الاحتلال

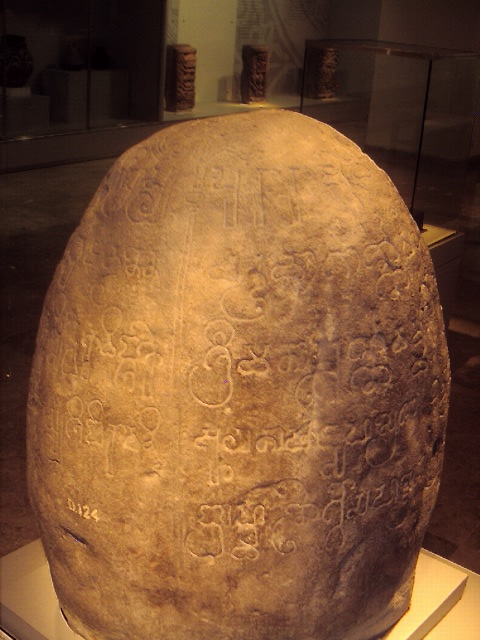
نقش توغو من القرن الخامس في قرية توغو، شمال جاكرتا

كانت منطقة الساحل الشمالي لجاوة الغربية بما في ذلك جاكرتا موقع ثقافة بوني ما قبل التاريخ التي ازدهرت من 400 قبل الميلاد إلى 100 بعد الميلاد. كانت المنطقة داخل جاكرتا الحديثة وحولها جزءًا من مملكة تاروماناجارا السوندانية في القرن الرابع، وهي واحدة من أقدم الممالك الهندوسية في إندونيسيا. أصبحت منطقة شمال جاكرتا حول توغو مستوطنة مأهولة بالسكان في أوائل القرن الخامس. نقش توغو (ربما كتب حوالي 417 م) المكتشف في قرية توغو، كوجا، شمال جاكرتا، يذكر أن الملك بورناوارمان من تاروماناجارا قام بمشاريع هيدروليكية؛ مشروع الري وتصريف المياه لنهرين بالقرب من عاصمته. بعد تراجع تاروماناجارا، أصبحت أراضيها، بما في ذلك منطقة جاكرتا، جزءًا من مملكة سوندا الهندوسية. أصبحت منطقة الميناء تعرف باسم سوندا كيلابا، وبحلول القرن الرابع عشر، كانت ميناء استراتيجي ومزدهر ومركز تجاريًا مهمًا لمملكة سوندا.
وصل الأسطول الأوروبي الأول، أربع سفن برتغالية من ملقا، عام 1513 أثناء البحث عن طريق التوابل. مملكة سوندا أبرمت معاهدة تحالف مع البرتغاليين بالسماح لهم ببناء ميناء في 1522 للدفاع ضد القوة الصاعدة لـ سلطنة ديماك من وسط جاوة. في عام 1527، هاجم الجنرال الجاوي فتح الله من ديماك وغزا سوندا كيلابا، وطرد البرتغاليين. تم تغيير اسم سوندا كيلابا لجاياكارتا وتعني مدينة النصر وأصبحت إقطاعية لسلطنة بانتن، التي أصبحت مركزًا تجاريًا رئيسيًا في جنوب شرق آسيا.
من خلال العلاقة مع أمير جاياكارتا من سلطنة بانتن، وصلت السفن الهولندية عام 1596. في عام 1602، وصلت أول رحلة لشركة الهند الشرقية البريطانية، بقيادة السير جيمس لانكستر إلى أتشيه وأبحروا إلى بنتن حيث سُمح لهم ببناء مركز تجاري. أصبح هذا الموقع مركز التجارة البريطانية في الأرخبيل الإندونيسي حتى عام 1682. يُعتقد أن أمير جاياكارتا قد أقام علاقات تجارية مع التجار البريطانيين، منافسي الهولنديين، من خلال السماح لهم ببناء منازل مباشرة عبر المباني الهولندية في عام 1615.

### فترة الاحتلال

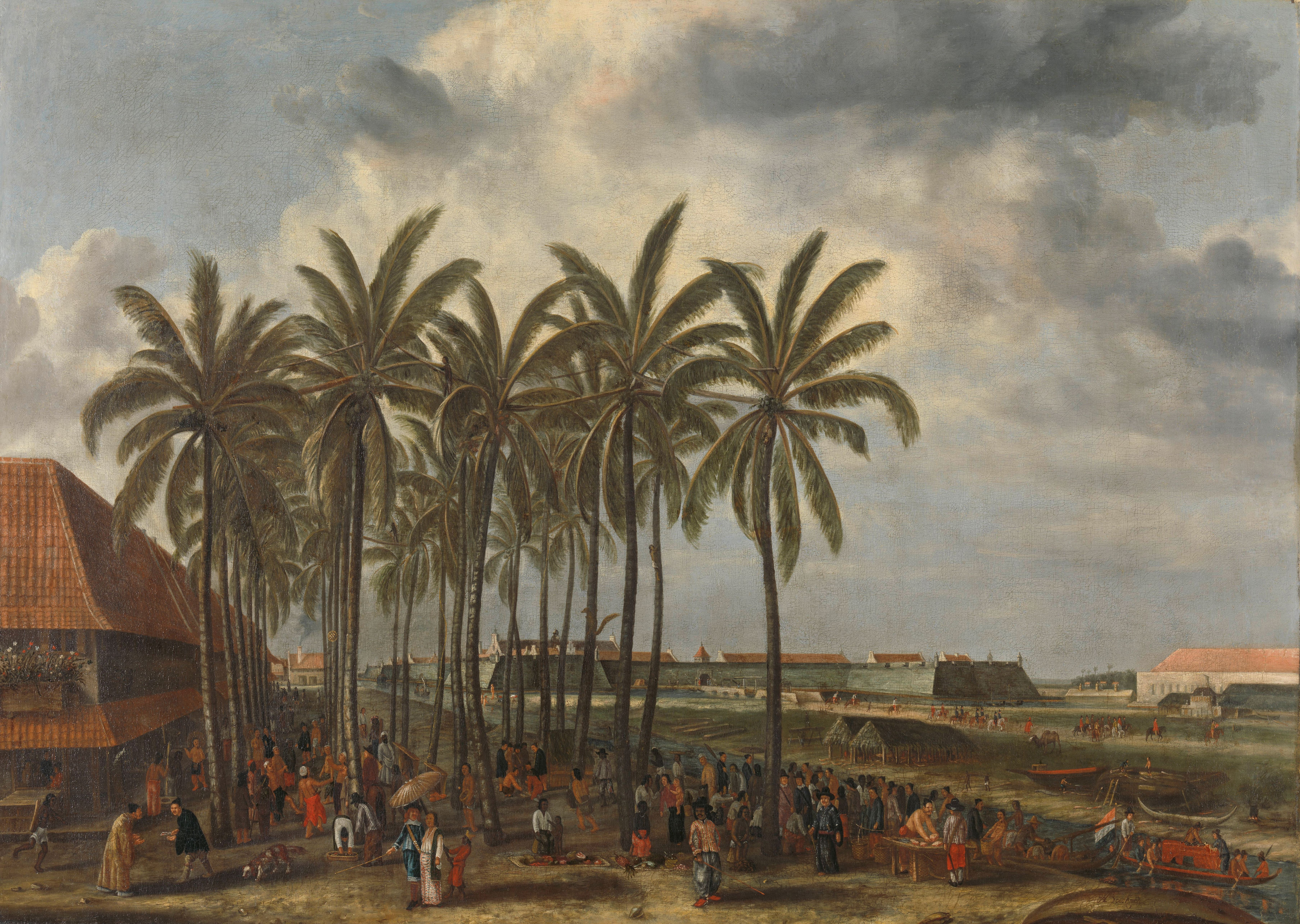
بُنيت باتافيا الهولندية في ما هو الآن جاكرتا، رسم أندريس بيكمان ج. 1656

عندما تدهورت العلاقات بين أمير جاياكارتا والهولنديين، هاجم جنوده القلعة الهولندية. ومع ذلك، هزم جيشه والبريطانيون من قبل الهولنديين، ويرجع ذلك جزئيًا إلى وصول القائد يان بيترسزون كوين في الوقت المناسب. أحرق الهولنديون الحصن البريطاني وأجبروهم على التراجع على سفنهم. عزز النصر القوة الهولندية، وأعادوا تسمية المدينة لاسم باتافيا في عام 1619.
جذبت الفرص التجارية في المدينة المهاجرين الأصليين وخاصة الصينيين والعرب. خلقت هذه الزيادة السكانية المفاجئة أعباء على المدينة. ازدادت التوترات عندما حاولت الحكومة الاستعمارية تقييد الهجرة الصينية من خلال عمليات الترحيل. بعد التمرد، ذبح الهولنديون والسكان المحليون 5000 صيني في 9 أكتوبر 1740، وفي العام التالي، تم نقل السكان الصينيين إلى قرية جلودوك خارج أسوار المدينة. في بداية القرن التاسع عشر، عاش حوالي 400 من العرب والمور في باتافيا، وهو رقم لم يتغير كثيرًا خلال العقود التالية. ومن السلع التي يتم تداولها الأقمشة، وخاصة القطن المستورد والباتيك والملابس التي ترتديها المجتمعات العربية.
في 5 مارس 1942، انتزع اليابانيون باتافيا من السيطرة الهولندية، وكانت المدينة تسمى جاكرتا (Nihongo / مدينة جاكرتا الخاصة / ジ ャ カ ル タ 特別 市 Jakaruta tokubetsu-shi، بسبب الوضع الخاص الذي تم تعيينه للمدينة). بعد الحرب، تم الاعتراف بالاسم الهولندي باتافيا دوليًا حتى الاستقلال الإندونيسي الكامل في 27 ديسمبر 1949، وأصبحت المدينة، التي أعيدت تسميتها الآن جاكرتا، رسميًا العاصمة الوطنية لإندونيسيا.

### الاستقلال والعصر الحديث
بعد انتهاء الحرب العالمية الثانية، أعلن القوميون الإندونيسيون الاستقلال في 17 أغسطس 1945، وتم تغيير حكومة مدينة جاكرتا إلى إدارة جاكرتا الوطنية في الشهر التالي. خلال الثورة الوطنية الإندونيسية، انسحب الجمهوريون الإندونيسيون من جاكرتا المحتلة من قبل الحلفاء وأنشؤوا عاصمتهم في يوجياكارتا. بعد الحصول على الاستقلال الكامل، أصبحت جاكرتا مرة أخرى العاصمة الوطنية في عام 1950.

## الجغرافيا
تبلغ مساحة منطقة جاكرتا 661.23 كيلومترًا مربعًا (255.30 ميلًا مربعًا)، وهي الأصغر بين أي مقاطعات إندونيسيا، لكن تغطي مساحتها الحضرية 6392 كيلومترًا مربعًا (2468 ميلًا مربعًا)، والتي تمتد إلى المقاطعتين المجاورتين جاوة الغربية وبنتن

### المناخ
| البيانات المناخية لـجاكارتا (Kemayoran) (1991–2020 الأوضاع الطبيعية)                               | البيانات المناخية لـجاكارتا (Kemayoran) (1991–2020 الأوضاع الطبيعية) | البيانات المناخية لـجاكارتا (Kemayoran) (1991–2020 الأوضاع الطبيعية) | البيانات المناخية لـجاكارتا (Kemayoran) (1991–2020 الأوضاع الطبيعية) | البيانات المناخية لـجاكارتا (Kemayoran) (1991–2020 الأوضاع الطبيعية) | البيانات المناخية لـجاكارتا (Kemayoran) (1991–2020 الأوضاع الطبيعية) | البيانات المناخية لـجاكارتا (Kemayoran) (1991–2020 الأوضاع الطبيعية) | البيانات المناخية لـجاكارتا (Kemayoran) (1991–2020 الأوضاع الطبيعية) | البيانات المناخية لـجاكارتا (Kemayoran) (1991–2020 الأوضاع الطبيعية) | البيانات المناخية لـجاكارتا (Kemayoran) (1991–2020 الأوضاع الطبيعية) | البيانات المناخية لـجاكارتا (Kemayoran) (1991–2020 الأوضاع الطبيعية) | البيانات المناخية لـجاكارتا (Kemayoran) (1991–2020 الأوضاع الطبيعية) | البيانات المناخية لـجاكارتا (Kemayoran) (1991–2020 الأوضاع الطبيعية) | البيانات المناخية لـجاكارتا (Kemayoran) (1991–2020 الأوضاع الطبيعية) |
| الشهر                                                                                              | يناير                                                                | فبراير                                                               | مارس                                                                 | أبريل                                                                | مايو                                                                 | يونيو                                                                | يوليو                                                                | أغسطس                                                                | سبتمبر                                                               | أكتوبر                                                               | نوفمبر                                                               | ديسمبر                                                               | المعدل السنوي                                                        |
| -------------------------------------------------------------------------------------------------- | -------------------------------------------------------------------- | -------------------------------------------------------------------- | -------------------------------------------------------------------- | -------------------------------------------------------------------- | -------------------------------------------------------------------- | -------------------------------------------------------------------- | -------------------------------------------------------------------- | -------------------------------------------------------------------- | -------------------------------------------------------------------- | -------------------------------------------------------------------- | -------------------------------------------------------------------- | -------------------------------------------------------------------- | -------------------------------------------------------------------- |
| الدرجة القصوى °م (°ف)                                                                              | 36.9 (98.4)                                                          | 34.8 (94.6)                                                          | 36.0 (96.8)                                                          | 35.9 (96.6)                                                          | 36.1 (97.0)                                                          | 36.3 (97.3)                                                          | 35.6 (96.1)                                                          | 35.6 (96.1)                                                          | 37.1 (98.8)                                                          | 37.9 (100.2)                                                         | 37.1 (98.8)                                                          | 36.7 (98.1)                                                          | 37.9 (100.2)                                                         |
| متوسط درجة الحرارة الكبرى °م (°ف)                                                                  | 31.0 (87.8)                                                          | 30.8 (87.4)                                                          | 32.1 (89.8)                                                          | 32.8 (91.0)                                                          | 33.2 (91.8)                                                          | 32.9 (91.2)                                                          | 32.7 (90.9)                                                          | 33.0 (91.4)                                                          | 33.4 (92.1)                                                          | 33.4 (92.1)                                                          | 32.8 (91.0)                                                          | 32.0 (89.6)                                                          | 32.5 (90.5)                                                          |
| المتوسط اليومي °م (°ف)                                                                             | 27.5 (81.5)                                                          | 27.3 (81.1)                                                          | 28.0 (82.4)                                                          | 28.4 (83.1)                                                          | 28.7 (83.7)                                                          | 28.4 (83.1)                                                          | 28.2 (82.8)                                                          | 28.3 (82.9)                                                          | 28.6 (83.5)                                                          | 28.8 (83.8)                                                          | 28.4 (83.1)                                                          | 28.0 (82.4)                                                          | 28.2 (82.8)                                                          |
| متوسط درجة الحرارة الصغرى °م (°ف)                                                                  | 25.2 (77.4)                                                          | 25.2 (77.4)                                                          | 25.5 (77.9)                                                          | 25.6 (78.1)                                                          | 25.8 (78.4)                                                          | 25.5 (77.9)                                                          | 25.3 (77.5)                                                          | 25.3 (77.5)                                                          | 25.5 (77.9)                                                          | 25.6 (78.1)                                                          | 25.6 (78.1)                                                          | 25.5 (77.9)                                                          | 25.5 (77.9)                                                          |
| أدنى درجة حرارة °م (°ف)                                                                            | 20.6 (69.1)                                                          | 20.6 (69.1)                                                          | 20.6 (69.1)                                                          | 20.6 (69.1)                                                          | 21.1 (70.0)                                                          | 19.4 (66.9)                                                          | 19.4 (66.9)                                                          | 19.4 (66.9)                                                          | 18.9 (66.0)                                                          | 20.6 (69.1)                                                          | 20.0 (68.0)                                                          | 19.4 (66.9)                                                          | 18.9 (66.0)                                                          |
| الهطول مم (إنش)                                                                                    | 373.3 (14.70)                                                        | 381.4 (15.02)                                                        | 210.4 (8.28)                                                         | 164.1 (6.46)                                                         | 103.2 (4.06)                                                         | 80.4 (3.17)                                                          | 77.7 (3.06)                                                          | 51.5 (2.03)                                                          | 61.0 (2.40)                                                          | 112.2 (4.42)                                                         | 134.8 (5.31)                                                         | 183.3 (7.22)                                                         | 1٬933٫3 (76.11)                                                      |
| متوسط أيام هطول الأمطار (≥ 1.0 mm)                                                                 | 17.5                                                                 | 17.9                                                                 | 14.1                                                                 | 11.5                                                                 | 8.2                                                                  | 6.2                                                                  | 4.8                                                                  | 3.3                                                                  | 4.0                                                                  | 7.4                                                                  | 10.4                                                                 | 12.8                                                                 | 118.1                                                                |
| متوسط الرطوبة النسبية (%)                                                                          | 85                                                                   | 85                                                                   | 83                                                                   | 82                                                                   | 82                                                                   | 81                                                                   | 78                                                                   | 76                                                                   | 75                                                                   | 77                                                                   | 81                                                                   | 82                                                                   | 81                                                                   |
| ساعات سطوع الشمس الشهرية                                                                           | 84.6                                                                 | 78.9                                                                 | 119.6                                                                | 129.7                                                                | 130.4                                                                | 120.4                                                                | 148.5                                                                | 172.3                                                                | 176.9                                                                | 153.4                                                                | 103.0                                                                | 83.6                                                                 | 1٬501٫3                                                              |
| المصدر #1: المنظمة العالمية للأرصاد الجوية                                                         |                                                                      |                                                                      |                                                                      |                                                                      |                                                                      |                                                                      |                                                                      |                                                                      |                                                                      |                                                                      |                                                                      |                                                                      |                                                                      |
| المصدر #2: Sistema de Clasificación Bioclimática MundialDanish Meteorological Institute (humidity) |                                                                      |                                                                      |                                                                      |                                                                      |                                                                      |                                                                      |                                                                      |                                                                      |                                                                      |                                                                      |                                                                      |                                                                      |                                                                      |

| البيانات المناخية لجاكرتا       | البيانات المناخية لجاكرتا | البيانات المناخية لجاكرتا | البيانات المناخية لجاكرتا | البيانات المناخية لجاكرتا | البيانات المناخية لجاكرتا | البيانات المناخية لجاكرتا | البيانات المناخية لجاكرتا | البيانات المناخية لجاكرتا | البيانات المناخية لجاكرتا | البيانات المناخية لجاكرتا | البيانات المناخية لجاكرتا | البيانات المناخية لجاكرتا | البيانات المناخية لجاكرتا |
| شهر                             | يناير                     | فبراير                    | مارس                      | أبزيل                     | مايو                      | يونيو                     | يوليو                     | أغسطس                     | سبتمبر                    | أكتوبر                    | نوفمبر                    | ديسمبر                    | سنوي                      |
| ------------------------------- | ------------------------- | ------------------------- | ------------------------- | ------------------------- | ------------------------- | ------------------------- | ------------------------- | ------------------------- | ------------------------- | ------------------------- | ------------------------- | ------------------------- | ------------------------- |
| متوسط درجة حرارة البحر °C (°F)  | 28.0 (82.0)               | 28.0 (82.0)               | 29.0 (84.0)               | 30.0 (86.0)               | 30.0 (86.0)               | 29.0 (84.0)               | 29.0 (84.0)               | 29.0 (84.0)               | 29.0 (84.0)               | 29.0 (84.0)               | 29.0 (84.0)               | 29.0 (84.0)               | 29.0 (84.0)               |
| متوسط ساعات النهار اليومية      | 12.0                      | 12.0                      | 12.0                      | 12.0                      | 12.0                      | 12.0                      | 12.0                      | 12.0                      | 12.0                      | 12.0                      | 12.0                      | 12.0                      | 12.0                      |
| متوسط مؤشر الأشعة فوق البنفسجية | 13                        | 13                        | 13                        | 13                        | 11                        | 10                        | 10                        | 12                        | 13                        | 13                        | 13                        | 13                        | 12                        |
| Source: Weather Atlas           |                           |                           |                           |                           |                           |                           |                           |                           |                           |                           |                           |                           |                           |

## المعالم السياحية

### مطار سوكارنو
مطار سوكارنو هاتا الدولي وهو بوابة إندونيسيا الرئيسية أطلق عليه هذا المسمى تيمنا بالرئيس الراحل سوكارنو.
هذا المطار يخدم عدد كبير ومتزايد من شركات الطيران العالمية والمحلية ويعتبر تحفة معمارية ويحتوي المطار على مجموعة كبيرة من المطاعم والمقاهي. كما يحتوي على سوق حرة رائعة يتوفر فيها جميع المنتجات العالمية وكذلك مجموعة كبيرة من التذكارات والتحف.
كما تحتوي ساحة القدوم على عدد من المكاتب السياحية التي توضح أسعار الفنادق بخصومات تصل إلى 35%. يبعد المطار حوالي 30 كلم في شمال غرب جاكرتا وتنتشر سيارات الأجرة خارج المطار.

### مسجد الاستقلال
مسجد الاستقلال (بالإنجليزية: Istiqlal Mosque)‏ مسجد ضخم ومهيب ويعتبر من أكبر المساجد في جنوب شرق آسيا وخامس أكبر المساجد على الترتيب العالمي. حيث يستوعب مسجد الاستقلال على 200000 مصل وتبلغ مساحة الأرض إلى 97000 متر مربع (9.7 هيكتار) ومساحة البناء 37000 متر مربع (3.7 هكتار) يقع هذا البناء المعماري الضخم في الزاوية الشمالية الشرقية لميدان مارديكا الشهيرة، ويؤمّه المصلون من جميع أنحاء جاكرتا لأداء الصلاة يوميا. ويقوم أغلب زوار إندونيسيا من المسلمين والأجانب كذلك بزيارته والتقاط الصور بساحته الشهيرة. تم بناؤه في عهد الرئيس الأول أحمد سوكارنو سنة 1961 وتم الانتهاء من بنائه سنة 1978 في عهد الرئيس أحمد سوهارتو، على مبادرة من زعماء المسلمين في البلاد وذلك عبارة عن عظيم الشكر لله عز وجل على نعمة الحصول على استقلال أندونيسيا عن الاستعمار.

### النصب الوطني
النصب الوطني أو موناس (بالإنجليزية: Monas)‏ كما يدعى بشكل شعبي. وهو أحد النُصب التذكارية التي بنيت في عهد الرئيس سوكارنو.
ويمثل تصميم الشعب الإندونيسي في الحصول على حريته وتتويج هذه الجهود في الحصول على الحرية والاستقلال عام 1945، ويرتفع هذا النصب لمسافة 137 م، وكُسِيَت قمته ب35 كجم من الذهب الخالص. كما يوجد مصعد يأخذ الزوار إلى قمة النصب ويوجد بجانب النصب متحف تاريخي صغير يحتوي على معروضات تاريخية ومساحة خضراء فسيحة والدخول مفتوح للجميع طوال الأسبوع من 8:00 صباحاً إلى 5:00 مساءً.

### سوق جالان سورابايا
هو سوق شعبي تاريخي يحرص قاصدو جاكرتا على زيارته حيث تصطف الدكاكين على جانبيه لمسافة كيلو متر واحد فقط وهو سوق شعبي مشهور يضاهي شهرة شارع خان الخليلي بالقاهرة. ويرغب أغلب الزوار الرسميين للدولة في زيارته وآخر من زاره من الرؤساء بيل كلينتون رئيس الولايات المتحدة الأسبق، ويحتوي السوق على مجموعة من الأكشاك تبيع التذكارات والتحف والمنحوتات الصخرية والخشبية والعديد من السلع التاريخية والشعبية التي تمثّل إرث لسكان إندونيسيا.

### سوندا كيلابا
الميناء والمنطقة الشعبية المحيطة به تمثل نشأة جاكرتا قبل 5 قرون تقريبا. وهو من الأماكن التاريخية المثيرة للاهتمام التي تجذب السياح من مختلف دول العالم. تهدف الحكومة لجعل هذه المنطقة مزارًا تاريخيًّا، لذلك قامت بإنشاء متحف بحري يحكي تاريخ الحضارة الجاوية. ويشد انتباه الجميع أن الميناء لايزال تعمل فيه الكثير من السفن الخشبية القديمة ولم يتم هجره ويتم منه نقل البضائع لمختلف الجزر الإندونيسية. كما تحتوي هذه المنطقة على سوق كبير للسمك ومطاعم تقوم بطهي الأسماك أمام الزوار حيث تثير الدهشة العدد الكبير من السياح الأجانب المتواجدين هناك لالتقاط الصور التذكارية بهذا المكان الرائع.

### أنشول
تقع أنشول في شمال جاكرتا وتوجد بها مارينا صغيرة وهو المكان الذي تنطلق منه اليخوت والقوارب لزيارة الجزر القريبة والاستمتاع بزيارتها في يوم كامل يبدأ من الصباح كما تحتوى المنطقة على ملعب غولف ب 18 حفرة مفتوح للجميع. وأبرز ما يلفت الانتباه هناك هو الشاطئ الممتد على مساحة كبيرة وتنتشر فيه مسارح مفتوحة وأكشاك لبيع الأطعمة والمشروبات وكذلك بعض المعروضات والألبسة كما تعتبر المنطقة مكان رائع لمراقبة الرسامين الذين يعملون بالهواء الطلق، ويشق هذه المنطقة تلّفريك ينطلق في سماء المنطقة لتشاهد منظر أنشول الرائع من الأعلى.

### منتزه عالم البحار
منتزه رائع في منطقة انشول يمكن زيارته بسعر رمزي حيث يستمتع زوراه بلحظات رائعة، حيث يعرض فيه أكثر من 5000 نوع من الكائنات البحرية، ويتجول الزوار داخل أنابيب زجاجية وسط المياه وكأنهم يغوصون داخل مياه المحيط، ويحتوى على أحدث أساليب عرض الحياة البحرية وستستمتع وكان تعيش بفقاعة ماء داخل البحر حيث تشاهد كيف دمج الإندونيسيين التقنية بالطبيعة عبر الأوعية الزجاجية، وتعيش فيها الأسماك ومختلف الكائنات البحرية من سمك القرش حتى السرطان البحري والسلاحف كما ستجد عند خروجك مجموعه من التذكارات التي ستذكرك حتما بهذا المكان الرائع.

### مدينة ألعاب عالم الخيال
ملاهي فنتازيا أو دنيا الخيال هي فعلا عالم خيالي يحتوي على مجموعة كبيرة من الألعاب الحديثة التي تنتشر على مساحة كبيرة وبطريقة تنسيق رائعة تم دمج الطبيعة بالتقنية بها وتقع أيضا في منطقة انشول ويمكن للجميع الاستمتاع بالألعاب بدفع مبلغ معيّن في البوابة الخارجية ليتم وضع سوار أو ختم على يدك يخوّلك باللعب طوال اليوم في هذه المدينة الخيالية كما يوجد بها العديد من المطاعم وأماكن بيع التذكارات وهي مقسمه إلى عدة أقسام تنشر بها الألعاب حسب الفئة السنية.

### الألف جزيرة
الألف جزيرة (بالإنجليزية: Pulau Seribu)‏ عبارة عن مئات من الجزر الصغيرة المتناثرة بالقرب من جاكرتا وتعتبر ملاذ للكثير خلال العطلة الأسبوعية، ولذلك ينصح بزيارتها خلال أيام العمل الأسبوعية، وتتوفر بهذه الجزر العديد من الخيارات الترفيهيه والهدوء والهواء النظيف بعيد عن ازدحام جاكرتا، وتحتوي هذه الجزر على شواطئ رائعة ورمال ذهبية ومطاعم تقدم الوجبات البحرية بشكل نادر كما تتوفر بها بعض المنتجعات وغرف للتأجير اليومي كما تنتشر بهذه الجزر العديد من الرياضات البحرية وخاصة الغوص وقد تم تطوير هذه الجزر لغرض السياحة.
مثل Pulau Bidadari. وPulau Putri. Pulau Lak. Pulau Petondan. Pulau Melintang

### حديقة الحيوانات
حديقة حيوانات في جنوب جاكرتا غالبية زوارها من السياح وبعض الإندونيسيين البسطاء الذين يقضون بها يوم كامل يبدأ من الصباح خصصت هذه الحديقة لعرض نحو 3600 نوع من الحيوانات البرية النادرة في أندونيسيا على مساحة كبيرة تتجاوز 185 هكتار ولكنها لا ترقى بالطبع لحديقة سفاري الراقية بالبونشاك. وستجد بالحديقة معروضات طبيعية حيّة تمثل الحياة الفطرية البرية النادرة في أندونيسيا مثل تنين الكومودو ونمر سومطرا (sumateran) وكذلك طيور (cendrawasih)
وتنتشر بالحديقة العديد من الأكشاك لبيع الأطعمة والمعروضات المختلفة، وإذا أردت أن تذهب برفقة سائق الأجرة إلى هناك فاطلب منه الذهاب إلى "Kebun Binatang Ragunan ". والحديقة مفتوحة بشكل يومي.

### منتزه اندونيسيا الصغيرة
منتزه أندونيسيا الصغيرة (بالإنجليزية: Taman MiniIndonesia Indah)‏ منتزه رائع يمثل جميع أنواع الحياة والمعيشة في مختلف الجزر الإندونيسية ولا يمكن لأي زائر لجاكرتا تفويت زيارته. تم إنشاء المنتزه عام 1975 م على مساحة كبيرة من الأرض تبلغ 300 هكتار وتم تشييده بحرفية وتقنية عالية، ويبعد عن وسط جاكرتا حوالي 20 كلم. ويعرض فيه نماذج للحياة والمعيشة في 26 ولاية وأكثر من 250 ثقافة. ويتم التجول به بواسطة قطار صغير أو التلفريك أو القوارب الصغيرة، حيث ستستمع بزيارة جزر مختلفة مثل بالي وسومطرة وغيرها.
وتعيش حياة فعلية فيها بما يمثلها من تقاليد وأطعمه وملبس حيث تم نقل جميع أشكال الحياة في هذه الجزر، لهذا المكان المصغّر حيث يمكنك التسوق من جزيرة سومطرة وأنت وسط جاكرتا وتسكن في مساكن بالي وتعيش مع سكانها وأنت تبعد عنها مئات الكيلو مترات وفي حلة سباقك مع الوقت تستطيع أن تتجول بالمنتزه من خلال التلفريك بتكلفة 7500 روبيه فقط لتشاهد الجزر الإندونيسية ومعيشة شعبها وعاداتهم وتقاليدهم من ارتفاع 15 متر، كما ستتجول هناك داخل قصور العائلة المالكة القديمة وستزور المعابد القديمة والمساجد التاريخية وينصح بزيارتها في الصباح الباكر لأنها تغلق مع حلول المساء وتحتاج من 3 إلى 4 ساعات للتجول بها بشكل كامل.

### المتحف الوطني
المتحف الوطني (بالإنجليزية: Museum Nasional)‏ في جاكرتا يوجد في شارع مارديكا (بالإنجليزية: Jl. Merdeka Barat)‏، وهذا الشارع يجاور النصب الوطني موناس من جهة الغرب. ويحتوي هذا المتحف على معروضات تاريخية رائعة مثل المجوهرات القديمة. ونحت البرونز والحجارة، وكذلك ألبسة لمختلف المناطق وطوابع قديمة وعملات معدنية وكذلك أثاث قديم يمثّل أيام الاستعمار، وعيّنات جيولوجية من مختلف المناطق الإندونيسية لذلك هو فعلا مكان جدير بالزيارة.

### متحف تاريخ جاكرتا
يعرض متحف تاريخ جاكرتا (بالإنجليزية: MuseumSejarah Jakarta)‏المخلفات التذكارية التي تصور التطوير التاريخي للمدينة ومجموعة كبيرة من الأثاث الذي يعود للقرن الثامن عشر ومجموعة رائعة من الملابس والتحف التي ورِثوها عن الحكام الاستعماريين السابقين.

### متحف الدمى
متحف الدمى (بالإنجليزية: Museum Wayang)‏، هذا المتحف يكرس عالم الدمى خصوصا أن عالم الدمى يمثل أحد الفنون الإندونيسية التقليدية وتتنوع بين الدمى القماشية والخشبية. كما توجد في المتحف مجموعة كبيرة من الأقنعة التي استخدموها قديما وتمثل أحد التحف النادرة بالعالم. كما أن هناك عروضا خاصة بهذه الدمى والأقنعة تقدم خلال الفترة الصباحية من كل يوم أحد.

### منتزه تامان ميني اندونيسيا انداه
منتزه رائع يًلخص أشهر الاماكن السياحية في جاكرتا عبر نماذج مصغرة

### النصب التذكاري الوطني (موناس)
هو برج ونصب تذكاري وطني موجود في قلب مدينة جاكرتا وهو عبارة عن برج من الرخام عالي ومذهب من القمة.

### البلدة القديمة في جاكرتا
تتميز بأبنيتها وأروقتها التي ستأخذك في رحلة تاريخية مميزة للغاية وتتميز أيضاً بجمال الأبنية التاريخية الموزعة على جانبي الممر المائي.المصدر

## معرض صور

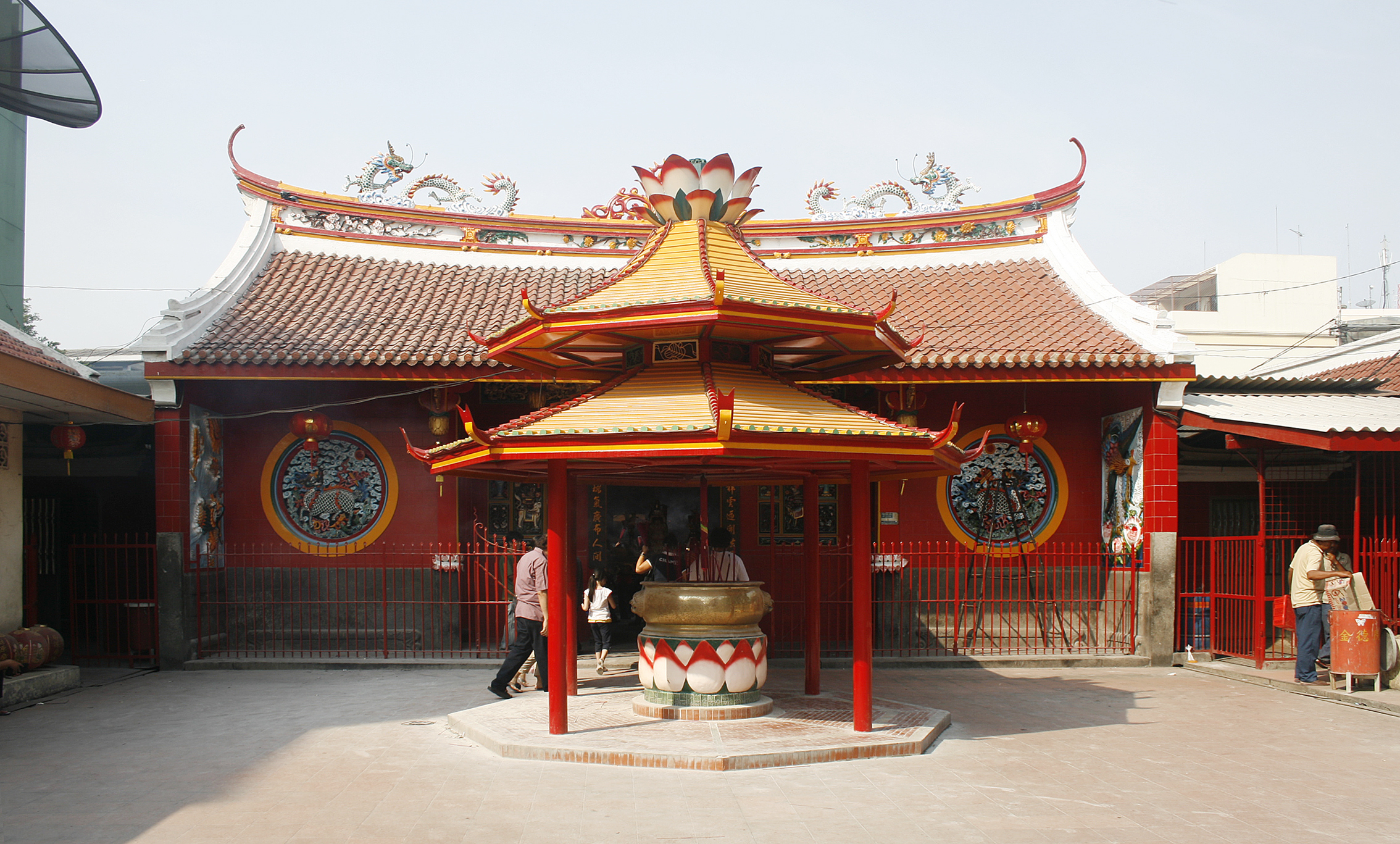
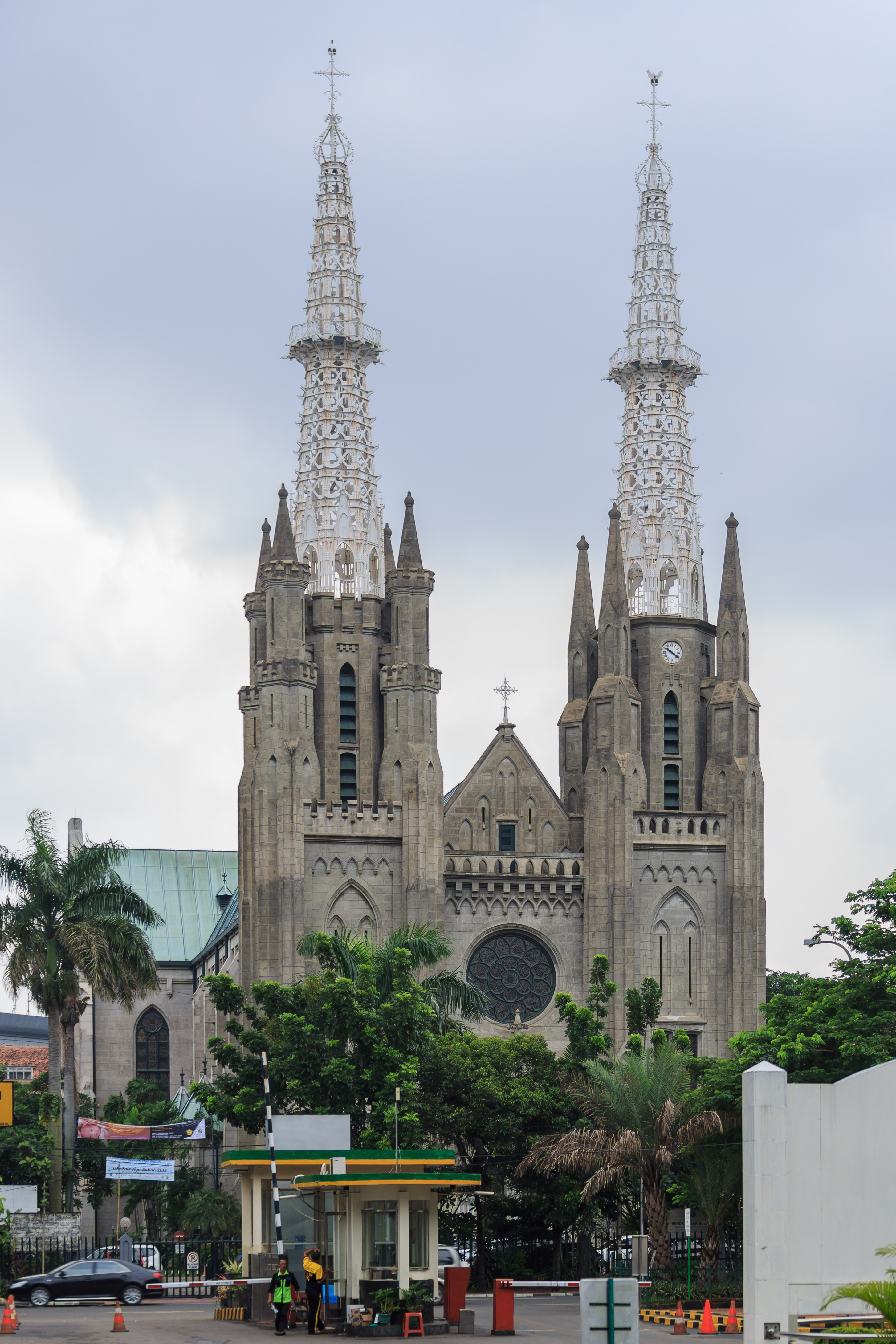
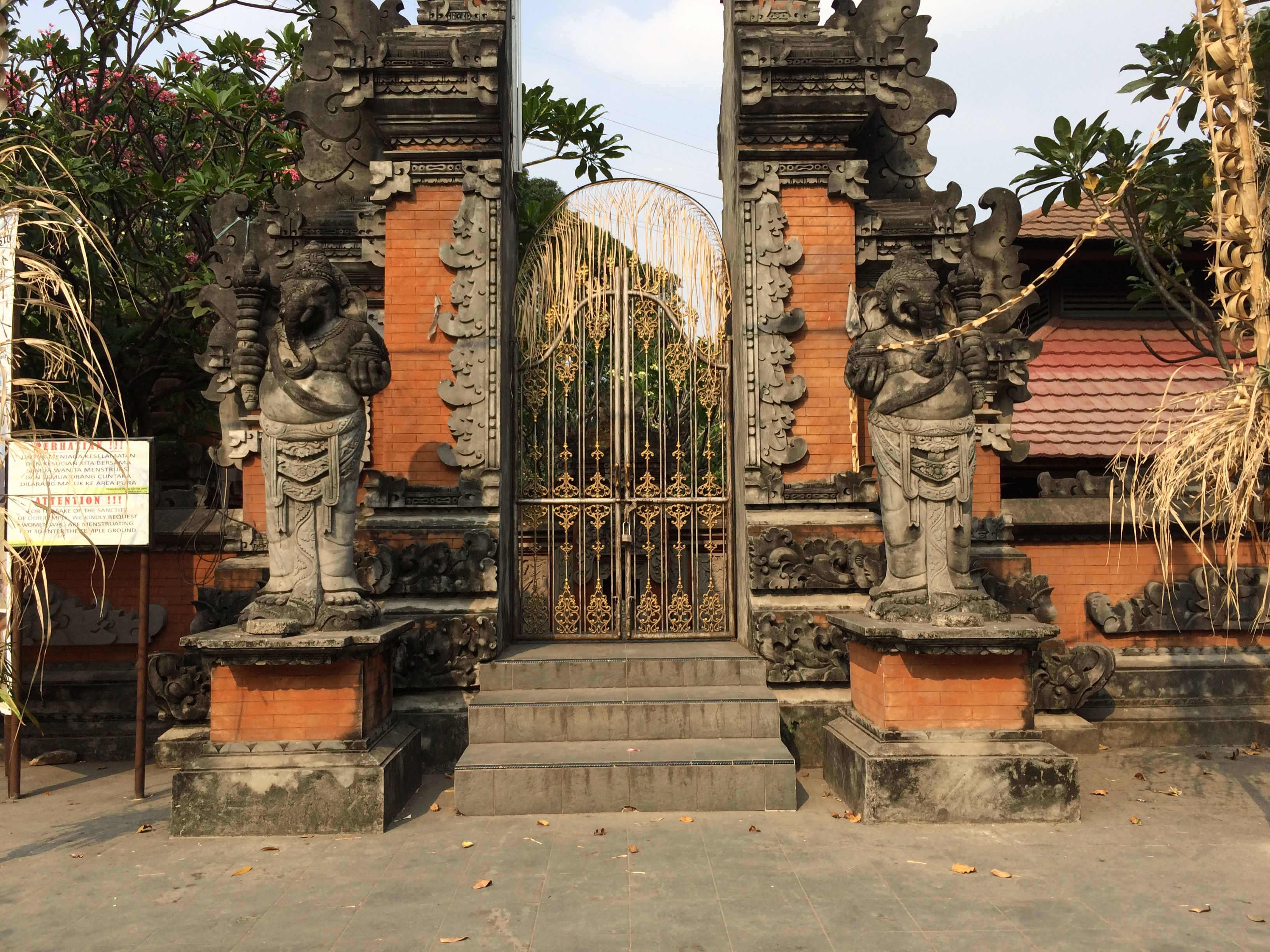

- ملف:Sikh Temple Pasar Baru.JPG